# 福州槭
福州槭（学名：Acer lingii）是无患子科槭属的植物，是中国的特有植物。分布于中国大陆的福建等地，见于山坡疏林中，目前已由人工引种栽培。

## 别名
君范槭（植物分类学报）